# Bolayır
Bolayır (grec: Πλαγιάρι, Plagiari; búlgar: Булаир, Bulair) és una vila del districte de Gal·lípoli i la província de Çanakkale, situat a la península de Gal·lípoli, a la part europea de Turquia.
Anteriorment era un llogaret. El 1958 fou elevat a poble. El 2007 tenia 1.871 habitants.
A Bolayır hi ha la turba de Süleyman Paixà (1316–1357), fill d'Orhan, el segon bei de l'Imperi Otomà, així com la tomba del poeta nacionalista turc Namık Kemal (1840–1888). El 26 de gener 1913, Bolayır fou l'escenari de la batalla de Bulair, una important victòria búlgara contra els otomans durant la Primera Guerra Balcànica. El govern turc feu evacuar el llogaret en tres hores. Els habitants, fuetejats pels gendarmes, abandonaren totes les seves pertinences i se n'anaren a Gal·lípoli. Set vilatans grecs que arribaren dos minuts tard foren morts a trets pels soldats. Els exiliats pogueren tornar-hi després de la guerra. Tanmateix, com que el govern només permetia als turcs reconstruir les seves llars, els exiliats grecs foren obligats a romandre a Gal·lípoli.
Bolayır també fou l'escenari de la campanya de Gal·lípoli (1915–1916) durant la Primera Guerra Mundial.
Es troba a prop de les ruïnes de l'antiga ciutat grega de Lisimaquea, i és possible que es correspongui amb la població medieval de Branquiàlion (grec: Βραγχιάλιον), o en qualsevol cas es troba molt a prop. Un poble del municipi de Dolni Txiflik, a la província búlgara de Varna, duu aquest nom en honor de la victòria búlgara a Bolayır. La marxa de Bulair fou composta per commemorar la batalla.